# Кімура Саорі
Кімура Саорі  (яп. 木村 沙織, 19 серпня 1986) — японська волейболістка, олімпійська медалістка.

## Виступи на Олімпіадах
| Олімпіада   | Дисципліна | Місце |
| ----------- | ---------- | ----- |
| Афіни 2004  | волейбол   | =5    |
| Пекін 2008  | волейбол   | =5    |
| Лондон 2012 | волейбол   | 3     |
| Ріо 2016    | волейбол   | =5    |